# باب هوپ
لزلای تاونز «باب» هوپ (انگلیسی: Leslie Townes "Bob" Hope؛ زاده ۲۹ مه ۱۹۰۳ - مرگ ۲۷ ژوئیه ۲۰۰۳) بازیگر، کمدین، خواننده، مؤلف و ورزشکار معروف آمریکایی-انگلیسی بوده‌است که هشت دهه در رادیو، تلویزیون و تئاتر فعالیت داشت.

## زندگی‌نامه

### اصالت انگلیسی
او در لندن زاده شد و پنجمین بچه از هفت فرزند خانواده است. پدر انگلیسی او، ویلیام هنری هوپ سنگ‌تراش و مادر ولزی او، آویس تاونز خواننده اپرا بوده‌است. آنها تا قبل از آمدن به اوهایو در بریستول زندگی می‌کرده‌اند.
باب هنگامی که ۱۷ سال داشت در سال ۱۹۲۰ شهروند آمریکایی شد.

### شروع به کار کردن
او از دوازده سالگی و تا قبل از بوکسری ناموفقش، کارهای متعددی انجام می‌داد. او بحث و مشاجره مبتدیانه‌ای دربارهٔ برنده شدن جایزه اسکار چارلی چاپلین انجام داد. سپس یک سال پس از مشاهده یکی از فیلمهای صامت فتی آربوکل در سال ۱۹۲۵ در فیلمی کمدی همراه با خواهران هیلتون بازی کرد. پس از بازی در نقشهای رقاصی کمدی در این قبیل فیلمها در سال ۱۹۳۰ توسط گریس لوییز تورکسل غافلگیر شد و برای انجام تست بازیگری به کالیفرنیا رفت.

### برنامه‌های تفریحی برای سربازان
او در بسیاری از برنامه‌های رادیویی و تلویزیونی و تئاتر شرکت داشت. او برنامه‌های خود برای سربازان را ادامه داد و به خاطر آنها سفرهایی را در طی جنگ جهانی دوم، جنگ ویتنام، جنگ کره، جنگ خلیج فارس می‌کرد. او هنگامی که خارج از کشور بود لباس سربازی بر تن داشت و برای سربازان برنامه اجرا می‌کرد. این کار او تقریباً پنجاه سال به طول انجامید. در سال ۱۹۹۷ بیل کلینتون او را «سرباز افتخاری» نامید.

### علاقه به ورزش

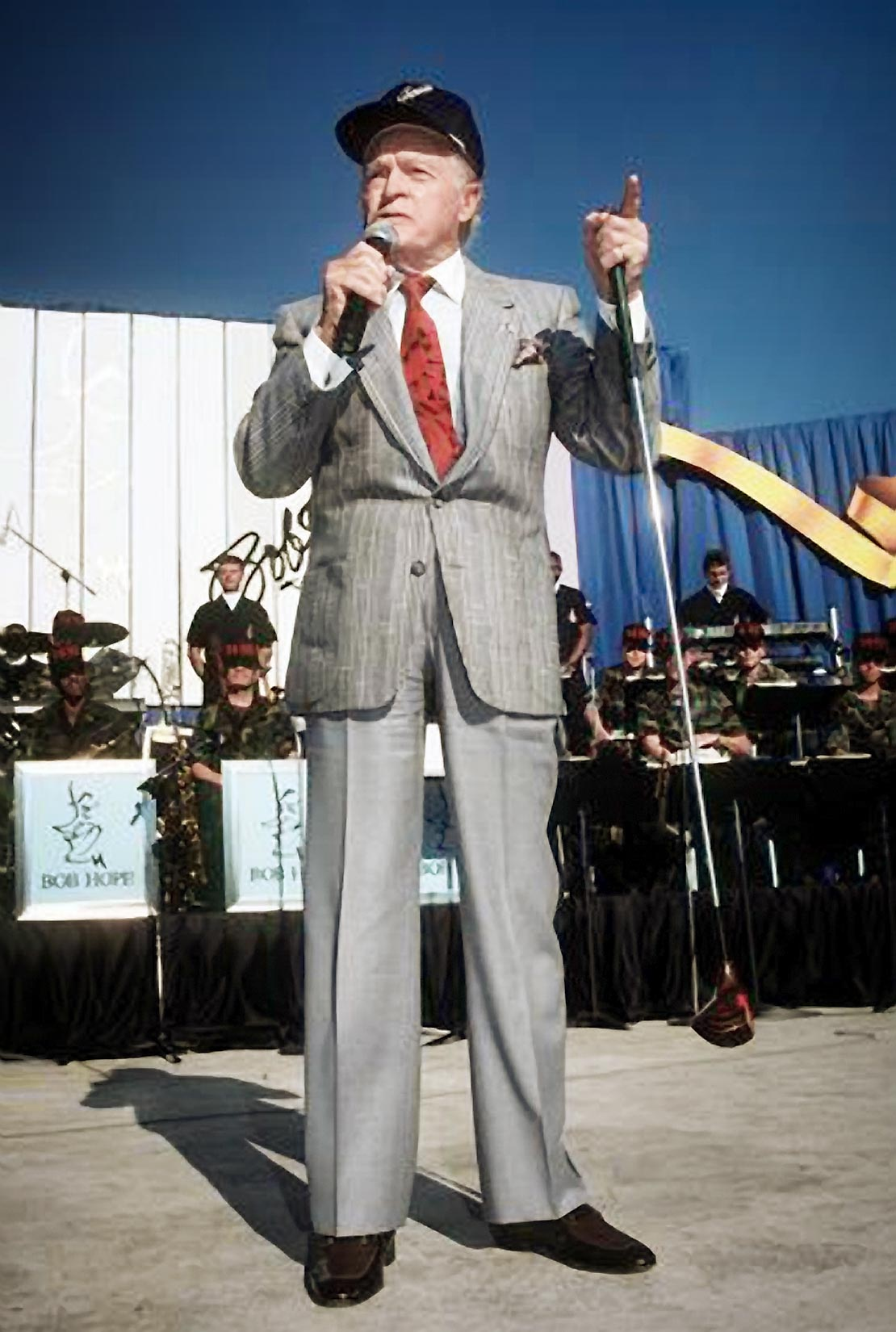
باب هوپ و باشگاه گلف پایگاه نیروی هوایی در سال ۱۹۹۰

باب علاقه بسیار زیادی به ورزش داشت. او در جوانی بوکسر حرفه‌ای و غریق نجات بود و از مشاهده فوتبال لذت می‌برد و برای مدت کوتاهی سرپرست تیمهای فوتبال کلولند ایندینز و لوس آنجلس رومز بود. همچنین علاقه بسیاری به ورزش گلف داشت و مدت کوتاهی هم در این ورزش بازی کرد.

### ازدواج و زندگی شخصی
او در سال ۱۹۳۳ با گریس لوئیز تراکسل، همکار برنامه‌هایش، ازدواج کرد و مدتی بعد هم طلاق گرفت، که البته بعضی افراد معتقدند که این شایعه‌ای بیش نیست.
او در سال ۱۹۳۴ با دولورس دفینا ازدواج کرد که البته این ازدواج وجود داشته شایعه نبوده‌است. دولورس خواننده‌ای از نژاد ایتالیا و ایرلند بوده و فردی کاتولیک بوده‌است.
آنها تا ۶۹ سال بعد یعنی تا آخر عمر باب با هم بودند و این طولانی‌ترین ازدواج در هالیوود است.
آنها چهار بچه از یک پرورشگاه را به فرزندی پذیرفتند.

### باقی عمر
باب هوپ آنقدر زنده ماند که به مرگ زودرس دچار شد. مرگ وی دو بار اعلام شد، یکبار در سال ۱۹۹۸ که اشتباهاً در نشریات چاپ شده بود. بار دیگر در سال ۲۰۰۳ یعنی هفت سال بعد آگهی فوتش در سایت خبری سی ان ان به چاپ رسید.
۲۹ مه ۲۰۰۳ تولد صد سالگی او بود و به همین دلیل معروف شد. (ایروینگ برلین و جورج برنز هم از افرادی هستند که تا صد سالگش زنده ماندند)
پس از مرگ راجر کاردینال ماهونی اسقف اعظم لوس آنجلس گفت که باب هوپ مدتی تا قبل از مرگش کاتولیک بود که این ادعا اعتبار چندانی داشت.

## جوایز
- در یک نظرسنجی در سال ۲۰۰۵ با عنوان «کمدین کمدین‌ها»، باب هوپ در بین پنجاه نفر اول نتایج قرار داشت.

### جوایز اسکار
- دو جایزه اسکار افتخاری
- دو جایزه ویژه
- جایزه بشردوستانه جین هرشولت

### جوایزهالیوود
- دریافت ستاره سینمایی
- دریافت ستاره رادیو
- دریافت ستاره تلویزیون
- دریافت ستاره تئاتر

## فیلمشناسی
- تعطیلات در سوئد (۱۹۶۵)
- یک رابطه همه‌جانبه (۱۹۶۴)
- آن احساس مطمئن (۱۹۵۶)
- به دلت بد نیار (۱۹۳۹)